# Мухаммад Турлов
Мухаммад (ум. ок. 1708 года) — по версии Т. М. Айтберова — владетель Гумбета и близлежащих деревень..
По мнению Т. М. Айтберова, этот член княжеской династии Турловых, правившей в северо-восточной части Сулакского бассейна и на землях прилегающих к среднему и нижнему течению Аргуна — среди этнических аварцев и чеченцев на рубеже XVII—XVIII веков, фиксируется в российских источниках XVIII веке, как Баммат (тюркская форма имени «Мухаммад») и он был сыном князя Алихана Турлова. Правление же на территории Гумбета и чеченской равнины князя Мухаммада имело место, судя по всему, в 90-х годах XVII века.